# グリーゼ676
グリーゼ676（英語: Gliese 676）は、地球からさいだん座の方向に約50光年離れたところにある、2つの赤色矮星から成る連星系である。2つの恒星は地球からは 761 au 離れて見えており、約2万年で公転しているとされる。グリーゼ676はさいだん座の方向に約54光年離れた位置にある。2009年に主星のグリーゼ676Aの周りに巨大ガス惑星が発見され、2011年に正式に発表された。さらに、2012年には新たな巨大ガス惑星1つと、質量が小さく岩石質と思われる惑星が2つ発見された。

## 惑星系
2009年10月に主星であるグリーゼ676Aを公転する太陽系外惑星であるグリーゼ676Abが発見され、2011年に正式にその発見が発表された。グリーゼ676Abは恒星が惑星の重力によって振動する様子を視線速度の変化から捉えるドップラー分光法によって発見された。しかし、グリーゼ676Abによるグリーゼ676Aへの影響を考慮してもグリーゼ676Aにはまだ約 3.4 m/s 程度の説明できない視線速度の変動が残っており、グリーゼ676Aの周囲にまだ未知の惑星が存在している可能性が示唆された。しかし、その後しばらくは新たな惑星の発見には至らなかった。
2012年には、高精度視線速度系外惑星探査装置 (HARPS) によるさらに精度の高い観測が行われ、その観測結果はソフトウェアHARPS-TERRAによって詳しく解析された。その結果、以前に行われた観測とほぼ同じ観測結果が算出され、やはりグリーゼ676Abだけでは説明不可能な変動が残されたが、新たな惑星の発見とまでは至らなかった。
同じく2012年に、別のグリーゼ676Aの視線速度データが公表された。そのデータを、以前にHD 10180 iとHD 10180 jの存在を確定させる際に使用された手法、ベイズ確率を通じて分析した結果、グリーゼ676Abとは異なる周期的な変動が確認された。この振動をもたらす惑星はグリーゼ676Acと命名された。この振動が惑星によるものではない確率は当初 15.6% あるとされていたが、分析を1万回試行した結果、その確率は 0.44% に低下した。さらに、他にも周期的な振動が2つ発見され、それぞれの振動をもたらしている惑星はグリーゼ676Adとグリーゼ676Aeと命名された。グリーゼ676Acは下限質量が木星の6.9倍の巨大ガス惑星とされ、主星からの距離は太陽から木星までの距離とほぼ同じである。グリーゼ676Adは下限質量が地球の4.4倍である。この質量は岩石で構成されている地球より大きく重い岩石惑星、スーパーアースと小型のガス惑星、ホット・ネプチューンの境界に位置する。グリーゼ676Aeは下限質量が地球の8.1倍のスーパーアースであるとされている。
2016年には地上からのアストロメトリ観測により、グリーゼ676Abの真の質量の測定が試みられた。さらに2022年には、ヒッパルコス衛星とガイア衛星による5,000個以上の恒星のアストロメトリ観測の結果を分析した研究が公表された。この研究では、外側を公転しているグリーゼ676Abとグリーゼ676Acの軌道傾斜角が測定され、それにより、それぞれの真の質量が木星の約5.8倍と約13.5倍であると求められた。これにより、グリーゼ676Acは惑星と褐色矮星の境界付近ほどの質量を持つ大規模な天体であることが明らかになった。また、内側を公転するグリーゼ676Adとグリーゼ676Aeの軌道がわずかにずれているため、伴星グリーゼ676Bはグリーゼ676Aの周囲で惑星が形成される際の原始惑星系円盤に影響を及ぼしていた可能性が示された。
グリーゼ676A系の巨大ガス惑星のような大きい惑星が恒星から遠くにあり、岩石質と思われる質量が小さい惑星が恒星に近い領域にあるという惑星の配置は太陽系に似ている。これは、惑星系の中で太陽系のような惑星の配置が決して珍しくないことを表している。
| 名称 （恒星に近い順） | 質量                   | 軌道長半径 （天文単位） | 公転周期 (日)                | 軌道離心率         | 軌道傾斜角           | 半径 |
| --------------------- | ---------------------- | ----------------------- | ---------------------------- | ------------------ | -------------------- | ---- |
| d                     | ≥4.4 ± 0.3 M⊕          | 0.039 ± 0.001           | 3.6005 ± 0.0002              | 0.192+0.073 −0.079 | —                    | —    |
| e                     | ≥8.1 ± 0.7 M⊕          | 0.181 ± 0.006           | 35.39+0.03 −0.04             | 0.125+0.119 −0.087 | —                    | —    |
| b                     | 5.792+0.469 −0.477 MJ  | 1.735+0.056 −0.060      | 1051.555 ± 0.365             | 0.319 ± 0.003      | 48.919+3.312 −2.781° | —    |
| c                     | 13.492+1.046 −1.127 MJ | 9.726+0.629 −0.793      | 13921.504+1238.563 −1518.344 | 0.295+0.033 −0.049 | 33.690+1.362 −1.324° | —    |